# Tasman (böngészőmotor)
A Tasman egy megszűnt böngészőmotor, amelyet a Microsoft fejlesztett ki az Internet Explorer 5 Macintosh verziójába való beépítésre. A Tasman azon túl, hogy egy új motorként debütált az Internet Explorerben, kísérlet volt a W3C konzorcium által meghatározott webes szabványok támogatásának javítására is. Megjelenésének idején a legjobb szabványtámogatást a Tasman motor nyújtotta, mind a HTML, mind a CSS értelmezés terén. Bár az Internet Explorer a Macintosh platformon már nem támogatott, a Tasman újabb verziói beépülnek néhány más Microsoft-termékbe.
A Tasman motort kifejlesztő szoftvercsapatot Tantek Çelik vezette (1998 és 2003 között, a Tasman v0, v0.9 és v1 változatainak fejlesztése alatt). A Tasmant később az MSN for Mac OS X és az Office 2004 for Mac megjelenítő-elrendező motorjaként (layout engine) is használták.

## Verziótörténet
A Tasmán első verziója (melyre „v0”-ként hivatkoznak) az Internet Explorer 5 Macintosh verziójában jelent meg 2000. március 27-én. Ezt egy javított változat (0.1-es) követte 2001. december 18-án a Macintosh-ra kiadott Internet Explorer 5.1-es verziójában.
2003. május 15-én a Microsoft közzétette a csak leírásként létező MSN böngészőt a Mac OS X rendszerre. Ez a böngésző már a Talisman újabb (0.9-es) frissítését tartalmazta motorként.
A Mac Internet Explorer Talk (beszélgetések az Internet Explorer Macintosh verziójáról) listán Jimmy Grewal (a projekt vezetője) egy levelében több javítást is felsorolt:
- Teljes Unicode-támogatás
- Javított CSS-támogatás, CSS3 kiválasztókkal, CSS TV Profillal és @media szabállyal
- Javított DOM támogatás a DOM 1 Core és a DOM 2 Core felhasználásával, stílusok és események. Javított kompatibilitás a Windows platformon használt IE DOM verziójával.
- XHTML 1.0 és 1.1 támogatás, bár ezt az MSN böngésző Mac OS X kiadásában nem aktiválták.
- A Mac OS X lehetőségeinek jobb kihasználása, mint például CoreGraphics, ATSUI és CFSocket hálózathasználat.

Egy rövid próbálkozásként a Tasman-nal próbáltak javítani a Microsoft TV set-top box projekt tulajdonságait (1.0-s verzió). Mindazonáltal ezt a terméket soha nem adták ki a fejlesztők.
2004. május 11-én a Microsoft elkezdte szállítani a Microsoft Office 2004-et Macintoshra. Ez az Office verzió az e-mail kliensében (Entourage) a legújabb Tasman magot használta a HTML levelek megjelenítésére.
A Microsoft Office for Mac 2011 óta az Entourage-ot felváltotta a Microsoft Outlook Macintosh-os változata, amely helyette WebKit-alapú 
elrendezési motort használ (amelyet a Safari használ).
A Microsoft Edge, az Internet Explorer utódja, a macOS-en a Blink motort használja, mivel ez egy Chromium-alapú böngésző, az iOS/iPadOS rendszereken pedig a WebKit-et.

## Fordítás
- Ez a szócikk részben vagy egészben  a   Tasman (browser engine) című angol Wikipédia-szócikk ezen változatának fordításán alapul.  Az eredeti cikk szerkesztőit annak laptörténete sorolja fel. Ez a jelzés csupán a megfogalmazás eredetét és a szerzői jogokat jelzi, nem szolgál a cikkben szereplő információk forrásmegjelöléseként.